# Oh Gott, Herr Pfarrer
Oh Gott, Herr Pfarrer ist eine Familienserie der ARD nach einer Idee von Felix Huby (1938–2022).

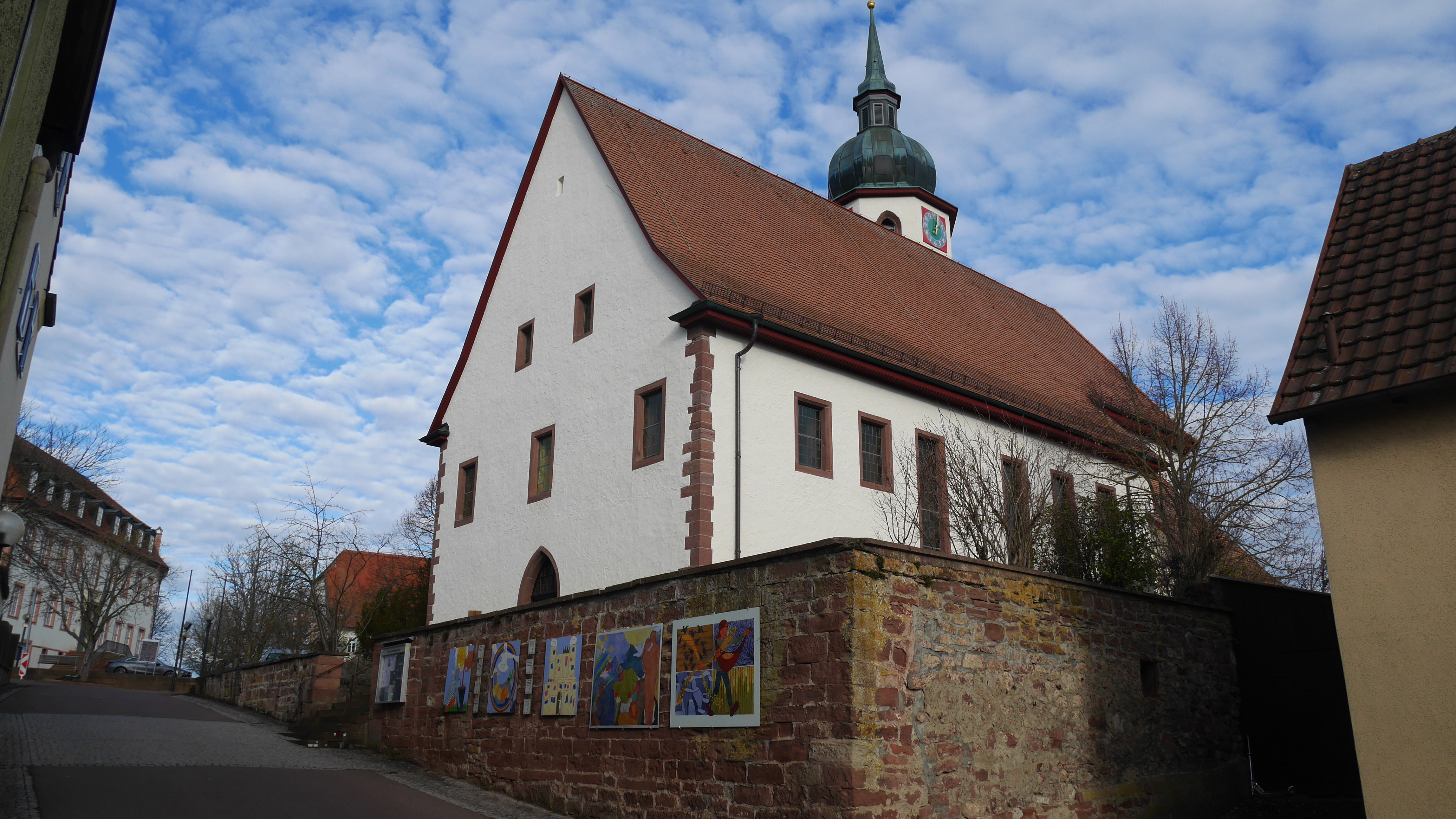
Die evangelische Stadtkirche Heimsheim, Drehort der Serie

## Inhalt
Pfarrer Hermann Wiegandt übernimmt die Gemeinde seines Schwiegervaters Merkle. Er zieht mit seiner Frau, der Lehrerin Claudia, und den beiden Kindern Anke und Lutz von Tübingen, wo er Lehrer an einem Gymnasium war, in ein Pfarrhaus in Talberg, einem fiktiven Vorort von Stuttgart. Der Altpfarrer Merkle mischt sich gerne in die Angelegenheiten seines Nachfolgers ein. Wiegandt muss wiederholt hilfesuchenden Leuten beistehen; immer wieder trifft er bei seiner Arbeit auf Widersacher, die ihm und seiner Familie das Leben schwer machen wollen – sowohl Menschen, die mit der Kirche nicht viel anfangen können, als auch konservative und pedantische Mitglieder des Pfarrgemeinderats, denen er zu unkonventionell ist.

## Episoden
Die einzelnen Episodentitel sind Bibelzitate:
1. Wo du hingehst, will auch ich hingehen
2. Du sollst kein falsch Zeugnis reden
3. Ich habe dich bei deinem Namen gerufen
4. Lasset die Kindlein zu mir kommen
5. Liebe deinen Nächsten wie dich selbst
6. Ich danke Dir Gott, daß ich nicht bin wie jene
7. Der werfe den ersten Stein
8. Die Liebe höret nimmer auf
9. In meines Vaters Haus sind viele Wohnungen
10. Es ist nicht gut, daß der Mensch allein sei
11. Es ist noch nicht offenbar, was wir sein werden
12. Ihre Trauben sind Galle, sie haben bittere Beeren
13. Singet dem Herrn ein neues Lied

## Drehort
Gedreht wurde die Fernsehserie in Heimsheim in Baden-Württemberg.

## Verschiedenes
- Der Hauptdarsteller Robert Atzorn erhielt für seine Darstellung des unkonventionellen Pfarrers 1989 die Goldene Kamera.
- Bereits nach der ersten Staffel wurde Oh Gott, Herr Pfarrer durch die Serie Pfarrerin Lenau mit Irene Clarin ersetzt.
- Die kompletten Episoden der Serie erschienen 2010 auf DVD.
- Bei den Darstellerinnen Lis Verhoeven, die in der Serie die intrigante Ehefrau des Pfarrgemeinderatsvorsitzenden Dr. Stadelmaier spielt und Stella Adorf, die in der Rolle der Anke Wiegandt zu sehen ist, handelt es sich um Mutter und Tochter.